# Centro Democrático Federal 15 de Novembro
O Centro Democrático Federal 15 de Novembro foi um clube republicano, fundado a 11 de janeiro de 1891 em Portugal na cidade do Porto no primeiro aniversário do Ultimato britânico, e tendo entre os seus iniciais 150 membros, os destacados dirigentes republicanos Alves da Veiga (advogado e publicista), Magalhães Lima (fundador e ex-diretor do jornal O Século) e Teófilo Braga (professor universitário).
A inclusão da data 15 de Novembro no nome daquele núcleo republicano é homenagem ao golpe que levou à implantação da República no Brasil, ano e meio antes, precisamente a 15 de Novembro de 1889. E o termo federal dizia respeito à assunção de uma corrente de pensamento político descentralista, municipalista e regionalista.
Durante a Revolta de 31 de Janeiro de 1891, a bandeira vermelha e verde do Centro Democrático Federal foi hasteada no edifício dos Paços do Concelho da Câmara Municipal do Porto.